# Уругвай на летних Олимпийских играх 1952
Уругвай принимал участие в Летних Олимпийских играх 1952 года в Хельсинки (Финляндия) в шестой раз за свою историю и завоевал две бронзовые медали.

## Бронза
- Гребля, мужчины — Мигель Сейхас и Хуан Родригес.
- Баскетбол, мужчины.

## Результаты соревнований

### Академическая гребля
Соревнования в академической гребле на Играх 1952 года проходили с 20 по 23 июля. В следующий раунд из каждого заезда проходили несколько лучших экипажей (в зависимости от дисциплины). Впервые с 1928 года для проигравших в полуфинале спортсменов был введён ещё один отборочный заезд. В финал A выходили 5 сильнейших экипажей.
Мужчины
| Соревнование | Спортсмены    | Предварительный заезд | Предварительный заезд | Предварительный заезд | 1-й отборочный заезд | 1-й отборочный заезд | 1-й отборочный заезд | Полуфинал | Полуфинал | Полуфинал | 2-й отборочный заезд | 2-й отборочный заезд | 2-й отборочный заезд | Финал                | Финал                |
| Соревнование | Спортсмены    | Заезд                 | Время                 | Место                 | Заезд                | Время                | Место                | Заезд     | Время     | Место     | Заезд                | Время                | Место                | Время                | Место                |
| ------------ | ------------- | --------------------- | --------------------- | --------------------- | -------------------- | -------------------- | -------------------- | --------- | --------- | --------- | -------------------- | -------------------- | -------------------- | -------------------- | -------------------- |
| одиночки     | Эдуардо Риссо | 4                     | 7:52,0                | 2 Q                   | не участвовал        | не участвовал        | не участвовал        | 1         | 8:05,9    | 3         | 3                    | 7:50,5               | 3                    | завершил выступление | завершил выступление |